# From Dust
From Dust là trò chơi video được thiết kế bởi Eric Chahi và phát triển bởi Ubisoft Montpellier. Ubisoft đã mô tả trò chơi như là một "người thừa kế tinh thần" của trò chơi Populous do Peter Molyneux và Bullfrog phát triển năm 1989. Trò chơi công bố vào ngày 14 tháng 6 năm 2010 tại hội chợ triển lãm Giải trí điện tử (E3). Ubisoft đã thực hiện việc phân phối phiên bản cho hệ Xbox 360 vào ngày 27 tháng 7 năm 2011. Phiên bản cho hệ máy tính cá nhân ban đầu được dự kiến sẽ được phát hành tại cùng một thời gian nhưng đã bị trì hoãn đến ngày 17 tháng 8 vì lý do chưa được biết. From Dust được phân phối trực tuyến thông qua Steam, OnLive, GamersGate và XBLA.
Trong From Dust người chơi sẽ vào vai một vị thần của một bộ lạc du mục giúp đỡ và cùng họ đi qua hàng loạt các hòn đảo từ đó tìm lại nền văn minh bị mất, tổ tiên của họ, cũng như chống đỡ lại thiên nhiên để sinh tồn với hàng loạt thiên tai khác nhau. Người chơi có thể thu thập các vật chất khác nhau như đất, dung nham và nước để phục vụ cho công việc biến hòn đảo không có sự sống, tàn phá bởi thiên tai thành hòn đảo có thể sống được với cây cối và sinh vật. Dung nham khi nguội đi sẽ hình thành đá, thực vật sẽ mọc trên đất và nước chảy nhanh có thể bào mòn địa hình tạo thành đất cũng như cuốn đất đi. Địa hình của hòn đảo có thể thay đổi một cách nhanh chóng, cho phép người chơi để cơ cấu lại các hòn đảo trong vòng vài phút.
Phần chơi đơn của From Dust bao gồm một chuỗi các nhiệm vụ trên các hòn đảo khác nhau để bộ tộc du mục ngày càng phát triển và tiến bộ hơn từ đó vị thần sẽ có thêm các quyền năng khác thay vì chỉ di chuyển và thu gom mọi thứ từ chỗ này tới chỗ kia, như khả năng cô đặc và khống chế dòng chảy của nước... Các pháp sư của bộ lạc sẽ cảnh báo cho người chơi biết trước một thời gian ngắn trước khi các thiên tai sẽ xảy ra như sóng thần hay phun trào núi lửa. Các thiên tai có các cách khống chế khác nhau như sóng thần có thể chống lại bằng cách khống chế dòng chảy, cháy rừng có thể dập tắt bằng nước hay dung nham có thể bị chuyển hướng...

## Phát triển
Ubisoft đã công bố việc phát triển From Dust tại E3 ngày 14 tháng 6 năm 2010 và việc bổ nhiệm của Eric Chahi vào vị trí thiết kế. Cùng với việc công bố thì Ubisoft cũng tung ra một đoạn phim để giới thiệu trò chơi trong đó giới thiệu các nhân vật, địa hình và khả năng tương tác kèm với một lời giới thiệu sơ lược về cốt truyện. Ngày 16 tháng 8 năm 2010, Ubisoft đã công bố đoạn phim giới thiệu về kỹ thuật và hiệu ứng vật lý của trò chơi tại Gamescom, trong đó giải thích về việc người chơi có thể tương tác như thế nào cũng như các hiệu ứng vật lý tác động lẫn nhau ra sao. Trong cuộc họp báo Chahi trình bày một bài giảng "Tạo ra một thế giới mô phỏng hiệu quả cao: Một thế giới thiên nhiên năng động có thể tương tác", thể hiện cách các nhà phát triển tạo ra nền tảng để mô phỏng môi trường thiên nhiên.
Ubisoft quyết định để phát hành các trò chơi thông qua mạng internet một phần để giảm chi phí cũng như để nhóm phát triển có thể liên tục bổ sung những chi tiết mới như các hòn đảo, cây cối hay sinh vật mới... và chế độ chơi nối mạng. Nhà sản xuất của Ubisoft là Guillaume Bunier thừa nhận rằng một số người sẽ không thể chơi trò chơi này nhưng lập luận rằng phần lớn các game thủ và người quan tâm đến game biết sử dụng PSN, XBLA và Steam. Trong trường hợp From Dust đạt thành công thì sẽ có phiên bản trên đĩa. Khi được hỏi về khả năng tương thích trên thị trường nếu phát hành theo cách đó thì ông đã ví dụ các trò chơi cũng thành công theo cách phát hành đó như trò Flower trên hệ PlayStation 3. PS3 và Xbox 360 là hai hệ máy mạnh From Dust có thể chạy mô phỏng hết công suất của mình. Phiên bản cho hệ máy tính cá nhân ban đầu dự định sẽ phát hành cùng ngày với các hệ máy khác nhưng đã bị dời lại đến ngày 17 tháng 8 năm 2011.

### Công nghệ
Với phương châm "trò chơi nơi mà thiên nhiên là ngôi sao". From Dust là trò chơi mô phỏng môi trường nơi mà người chơi có thể tương tác với thiên nhiên. Thế giới trong From Dust được phát triển như một thực thể sống năng động và tự phát triển, không cần biết người chơi sẽ tác động nó như thế nào nhưng nó sẽ tự thay đổi đáp ứng lại với các tương tác. Chahi nhấn mạnh đến các khó khăn trong việc cân bằng giữa việc mô phỏng với khả năng cảm nhận của mỗi cá nhân và nhận xét "Có thể sẽ mất nhiều ngày để quen và cảm nhận được giá trị của cách chơi cũng như thẩm mỹ của trò chơi". Montpellier nói rằng việc mô phỏng và cách chơi phát triển phụ thuộc nhiều vào các yếu tố vật lý như: Nước chảy từ cao xuống thấp, dòng nước có thể bào mòn địa hình tự tạo thành các dòng sông. Cũng giống như thế với các dòng dung nham khi nguội sẽ đặc lại thành đá và dòng dung nham mới sẽ chảy trên nó từ đó tự mở rộng diện tích và chiều cao của núi lửa... Từ tất cả các quy luật vật lý đó các nhà phát triển đã tạo ra quang cảnh của trò chơi.
Nói về hiệu ứng vật lý trong From Dust, Chahi nhận xét rằng "Các nhà phát triển đã làm việc cật lực để chuyển những hình ảnh sức mạnh của trái đất đang di chuyển và cuồng nộ vào trong trò chơi". Các cảnh núi lửa phun trào, bùng nổ và nham thạch chảy xuống có thể thấy trong thực tế như núi lửa Etna. Tuy nhiên, các nhà phát triển đã thêm vào một số hiệu ứng để gây ấn tượng như sóng thần xuất hiện sau mỗi vụ phun trào. Nhiều hiệu ứng họa tiết sống động dùng để diễn tả cho nước, dung nham đang di chuyển, khi đá hình thành và đất dần phủ lên trên khi được nước đưa tới...

## Đón nhận
From Dust nhận được nhiều đánh giá tích cực trên hệ Xbox 360. Nhưng trên hệ máy tính cá nhân ngoài việc được đánh giá cao trong lối chơi thì trò chơi bị phàn nàn nhiều như việc điều khiển quá khó khăn, khung hình cà giật giới hạn ở 30 FPS và không có khả năng chống răng cưa hoặc các tùy chọn đồ họa tiên tiến. Ubisoft bị nhận nhiều khiếu nại với việc bắt buộc phải kết nối internet liên tục để chơi được trò chơi, mặc dù ban đầu nói rằng sẽ chỉ cần kết nối để kích hoạt trò chơi một lần duy nhất. Ngoài ra còn có một số lượng lớn phàn nàn như việc trò chơi bị văng ra ngoài, không ổn định và khả năng tương thích với ít card đồ họa khiến trò chơi không thể chơi được với nhiều người.